# (13101) Fransson
(13101) Fransson ist ein Asteroid des Hauptgürtels, der am 19. März 1993 von Astronomen des Uppsala-ESO Survey of Asteroids and Comets an der Europäischen Südsternwarte in Chile und dem Siding-Spring-Observatorium in Australien entdeckt wurde.
Der Asteroid wurde am 22. Juli 2013 nach Claes Fransson (* 1951) benannt, der an der Universität Stockholm auf dem Gebiet der Supernovae und der Nukleosynthese arbeitet.